# Elżbieta Barys
Elżbieta Krystyna Barys (ur. 19 stycznia 1947 w Poznaniu) – polska polityk, prawniczka i nauczyciel akademicki, radca prawny, posłanka na Sejm III kadencji.

## Życiorys
Ukończyła w 1980 studia prawnicze na Uniwersytecie im. Adama Mickiewicza w Poznaniu, następnie uzyskała uprawnienia radcy prawnego. Pracowała później m.in. w zarządzie regionu NSZZ „Solidarność”. Następnie podjęła pracę jako nauczyciel akademicki w Państwowej Wyższej Szkole Zawodowej w Lesznie. Zasiadła w radzie społecznej Wojewódzkiego Szpitala Zespolonego w Lesznie, została też publicystką Radia Maryja.
Od 1980 była związana z opozycją antykomunistyczną. Za tę działalność była represjonowana przez funkcjonariuszy SB, m.in. w grudniu 1983 została zatrzymana. W wyborach parlamentarnych w 1993 bez powodzenia kandydowała z listy NSZZ „Solidarność”. Pełniła funkcję posła na Sejm III kadencji z ramienia Akcji Wyborczej Solidarność z okręgu Leszno. W trakcie kadencji należała do Ruchu Społecznego AWS. W 2001 bezskutecznie ubiegała się o mandat senatora w okręgu Kalisz z ramienia Ligi Polskich Rodzin. W wyborach samorządowych w 2002 bez powodzenia kandydowała na prezydenta Leszna (otrzymała 5,25% głosów). Od 2002 do 2010 zasiadała w sejmiku wielkopolskim (w 2002 została wybrana z listy LPR, a w 2006 – z listy Prawa i Sprawiedliwości). Należała do LPR, a potem do Stronnictwa Ludowego „Ojcowizna”. Pełniła funkcję wiceprzewodniczącej sejmiku. W 2010 nie uzyskała reelekcji, startując z listy PiS. Była bezpartyjną kandydatką w wyborach do Senatu w 2011 z ramienia PiS i w wyborach do Parlamentu Europejskiego w 2014 z listy Polski Razem. Należała do zarejestrowanej w latach 2023–2024 partii Polska Jest Jedna, w wyborach w 2023 była jej kandydatką do Sejmu.